# Самойлик Катерина Семенівна
Катерина Семенівна Самойлик, член КПУ; колишній народний депутат України; член президії ЦК КПУ (з лютого 2001).

## Біографія
Народилася 20 грудня 1951 року у селі Новоолександрівка Каланчацького району Херсонської області. Українка

## Родина
- Батько — Рибін Семен Федорович, 1928 - 2010 рр. — пенсіонер.
- Мати — Федора Сергіївна, 1915 - 1992 рр.
- Син — Сергій, 1972 року — начальник управління Генеральної прокуратури України[6].

## Освіта
1967–1970 рр. — закінчив Бериславське педагогічне училище, вихователь.
1974–1979 рр. — Херсонський педагогічний інститут, філологічний факультет, вчитель російської мови та літератури.
1985–1988 рр. — Вища партійна школа при ЦК КПУ, політолог.

## Кар'єра
- З 1967 року -учениця Бериславського педагогічного училища.
- 1970–1976 рр. — вихователь Херсонського дитячого будинку.
- 1976–1979 рр. — учитель, директор Новоолександрівської 8-річної школи.
- З 1979 року — лектор, заступник завідувача, завідувач ідеологічного відділу, секретар, другий секретар Каланчацького райкому КПУ.
- 1991–1992 рр. — методист Каланчацького райвідділу народної освіти.
- З 1992 року — учитель російської мови та світової літератури Каланчацької середньої школи № 1.

Член Національної ради з питань молодіжної політики при Президентові України з травня 1999 року.
Секретар ЦК КПУ березень 1995 року по червень 2000 року.Член Президії березень 1995 року по червень 2000 року, з лютого 2001 року.

## Політична кар'єра
Народний депутат України 2-го скликання з квітня 1994 року (2-й тур) до квітня 1998 року, Чаплинський виборчій округ № 403, Херсонська область, висунута трудовим колективом. Голова підкомітету з питань біженців і міграції Комітету з питань прав людини, національних меншин і національних відносин.
Член фракції комуністів. На час виборів — учитель російської мови та світової літератури СШ № 1 смт Каланчак. Член КПУ. 1-й тур: з'явилось 84.5 %, «за» 15.21 %. 2-й тур: з'явилось 78.1 %, «за» 51.89 %. 11 суперників (основний — Крамаренко В. Б., н. 1965 року, перший заступник глави Новотроїцької райдержадміністрації; 1-й тур — 12.96 %, 2-й тур — 39.04 %).
Народний депутат України 3-го скликання з березня 1998 року до квітня 2002 року від КПУ, № 34 в списку. На час виборів — народний депутат України. Член КПУ.
Член фракції КПУ з травня 1998 року. Перший заступник голови Комітету з питань молодіжної політики, фізичної культури і спорту — липень 1998 року по лютий 2000 року, потім — заступник голови Комітету з питань молодіжної політики, фізичної культури, спорту та туризму.
Народний депутат України 4-го скликання з квітня 2002 року до квітня 2006 року від КПУ, № 15 в списку. На час виборів — народний депутат України. Член КПУ. Голова Комітету з питань молодіжної політики, фізичної культури, спорту і туризму з червня 2002 року.
Член фракції комуністів з травня 2002 року.
Народний депутат України 5-го скликання з квітня 2006 року до листопада 2007 року від КПУ, № 4 в списку. На час виборів — народний депутат України. Член КПУ.
Член фракції КПУ з квітня 2006 року. Голова Комітету з питань науки і освіти з липня 2006 року.
Народний депутат України 6-го скликання з листопада 2007 року до грудня 2012 року від КПУ, № 17 в списку. На час виборів — народний депутат України. Член КПУ.
Член фракції КПУ з листопада 2007 року. Секретар Комітету з питань науки і освіти з грудня 2007 року.
Політичні наставники: Смерочинська (Єршова) Галина Яківна (21.01.1933 — 05.01. 2010), депутат Херсонської міської ради (керівник комунального господарства).
Заслужений учитель України березень 1997 року.
Секретар ЦК КПУ — березень 1995 року по червень 2000 року.
Член Президії — 1995 рік по червень 2000 рік, з лютого 2001 року.
Член президії ЦК КПУ з лютого 2001 року.
Захоплення: поезія.

## Нагороди
- Заслужений учитель України (березень 1997)
- Орден Святої Великомучениці Варвари (2001)[7]